# 内田勲
内田 勲（うちだ いさお、1936年9月27日 - 2023年7月12日）は、日本の実業家。元横河電機会長。

## 人物
東京都出身。慶應義塾大学工学部電気工学科卒業。
1960年4月、横河電機製作所(現・横河電機)入社。1999年社長。2007年会長。2011年最高顧問。
2009年から母校の理工学部同窓会会長を務める。
2011年、旭日中綬章受章。
2023年7月12日、病気のため死去。86歳没。死没日付をもって従四位に叙された。

## 略歴
- 1960年3月　慶應義塾大学工学部電気工学科卒業
- 1960年4月　横河電機製作所(現・横河電機)入社
- 1984年4月　営業統括本部第4統括部長
- 1986年4月　営業統括本部海外営業本部長
- 1988年4月　事業部統括本部海外生産推進本部長
- 1995年6月　常務取締役
- 1997年6月　専務取締役
- 1999年6月　代表取締役社長
- 2007年4月　代表取締役会長
- 2011年6月　最高顧問[5]

## 関連人物
- 横河正三
- 美川英二
- 海堀周造
- 黒須聡